# Magyarország régiói az emberi fejlettségi index alapján
Az alábbi lista a magyarországi NUTS 2 statisztikai régiókat sorolja fel a 2019-es emberi fejlettségi indexük (HDI) szerint.
| Rang                          | Régió                         | 2019 HDI                      | Hasonló ország                |
| Nagyon magas humán fejlettség | Nagyon magas humán fejlettség | Nagyon magas humán fejlettség | Nagyon magas humán fejlettség |
| ----------------------------- | ----------------------------- | ----------------------------- | ----------------------------- |
| 1                             | Közép-Magyarország            | 0.901                         | Egyesült Királyság            |
| 2                             | Nyugat-Dunántúl               | 0.851                         | Lettország                    |
| –                             | Magyarország (átlag)          | 0.812                         | Törökország                   |
| 3                             | Közép-Dunántúl                | 0.810                         | Katar                         |
| 4                             | Dél-Alföld                    | 0.804                         | Katar                         |
| 5                             | Dél-Dunántúl                  | 0.801                         | Brunei                        |
| 6                             | Észak-Alföld                  | 0.782                         | Montenegró                    |
| 7                             | Észak-Magyarország            | 0.732                         | Szíria                        |

## Fordítás
Ez a szócikk részben vagy egészben  a   List of Hungarian regions by Human Development Index című angol Wikipédia-szócikk fordításán alapul.  Az eredeti cikk szerkesztőit annak laptörténete sorolja fel. Ez a jelzés csupán a megfogalmazás eredetét és a szerzői jogokat jelzi, nem szolgál a cikkben szereplő információk forrásmegjelöléseként.